# Jörg Siebert
Georg "Jörg" Siebert (ur. 2 kwietnia 1944 w Wetzlar) – niemiecki wioślarz reprezentujący RFN, mistrz olimpijski.

## Kariera
Wystąpił na igrzyskach olimpijskich w Meksyku w 1968, gdzie osada RFN w składzie: Horst Meyer, Dirk Schreyer, Rüdiger Henning, Wolfgang Hottenrott, Lutz Ulbricht, Egbert Hirschfelder, Jörg Siebert, Niko Ott, Gunther Tiersch i Roland Böse zdobyła złoty medal w ósemkach. W finale o 0,98 sekundy wyprzedzili osadę Australii i o 2,11 sekundy osadę ZSRR. Był to jego jedyny start olimpijski.
Ponadto zwyciężył w ósemkach na mistrzostwach Europy w Vichy (1967). 
Podczas ceremonii otwarcia igrzysk olimpijskich w Monachium w 1972 zachodnioniemiecka ósemka wniosła flagę olimpijską na Olympiastadion München.
W 1968 odznaczony Srebrnym Liściem Laurowym, najwyższym sportowym odznaczeniem państwowym.
Jedyne mistrzostwo kraju zdobył w 1968, zwyciężając w ósemkach. Po ukończeniu inżynierii pracował w przedsiębiorstwie Gelita AG, w którym pełnił między innymi funkcję CEO.